# Mort de Juan Andrés Benítez
La mort de Juan Andrés Benítez va tenir lloc el 6 d'octubre de 2013 al barri del Raval de Barcelona, després d'haver estat detingut de manera violenta per part dels Mossos d'Esquadra.

## Història
Nascut a Andalusia, Juan Andrés Benítez (Jerez de la Frontera, 7 d'abril de 1963 - Barcelona, 6 d'octubre de 2013) va arribar a Barcelona després d'haver viscut a Sevilla i Londres. Va treballar durant un any en un bar del carrer de Villarroel, al Gaixample, i posteriorment hi va obrir botigues de roba, com Mi Tropa o American Men.
La matinada del 6 d'octubre de 2013, Benítez va ser reduït per diversos agents dels Mossos d'Esquadra al carrer de l'Aurora del Raval de Barcelona, on feia pocs dies que s'havia mudat a un pis de la seva propietat. Durant el forcejament, va patir una aturada cardíaca (que no estaria relacionada amb el consum de drogues o cap malaltia, com anteriorment s'havia apuntat, sinó que seria causada per la reducció dels agents; també presentava talls i fractures a la cara) i la mateixa policia va avisar una ambulància, que el traslladà a l'Hospital Clínic, on va morir al cap d'unes tres hores. Alguns dels seus amics expliquen que feia poc havia patit una depressió, i asseguren també que, malgrat tenir caràcter, el veien «incapaç de posar-se a pegar un policia». Les explicacions «eufemístiques» del conseller d'Interior Ramon Espadaler i del director dels Mossos Manel Prat a una conferència de premsa després del succés van suscitar crits de dimissió.
Sis policies, per a qui la fiscalia demanava 11 anys de presó havien de pagar conjuntament una fiança de 200.000 euros i se'ls va atribuir un presumpte delicte greu contra la integritat moral i, a dos agents més, dos delictes d'obstrucció a la justícia.
El 2016, l'acusació i la defensa van signar un pacte de conformitat en el qual els acusats foren condemnats a dos anys de presó, que de fet els alliberava de complir-los. La sentència va causar malestar a l'Associació Catalana de Drets Humans i la Plataforma Justícia per a Andrés que trobaren que el pacte avalava la impunitat policial.